# Vera Mancini
Vera Helena Mancini (São Carlos, 6 de novembro de 1954) é uma atriz brasileira.
No teatro, trabalhou com diretores como Eduardo Tolentino, Grupo Tapa, Bibi Ferreira, Antônio Abujamra e Gabriel Vilela, entre outros. Seu principal trabalho na televisão foi na novela Morde & Assopra de Walcyr Carrasco interpretando a divertida emprega Cleonice e Também Como Rosalinda, Melhor amiga de Estela na novela O Outro Lado do Paraíso.

## Filmografia

### Cinema[2]
| Ano  | Título                 | Papel                        |
| ---- | ---------------------- | ---------------------------- |
| 1980 | Orgia das Taras        | Geni                         |
| 1998 | Alô?!                  | Costureira                   |
| 2001 | Bellini e a Esfinge    | Ismália                      |
| 2003 | Garotas do ABC         | Aurélia Schwarzenaga / Sofia |
| 2003 | Carandiru              |                              |
| 2006 | Os 12 Trabalhos        | Roseli                       |
| 2009 | Divã                   | Hillary                      |
| 2010 | A Guerra dos Vizinhos  | Dircinha Coleratti           |
| 2018 | Maré Nostrum           | Tânia                        |
| 2021 | Achados não Procurados | Amiga de Leonor              |

### Televisão
| Ano  | Título                  | Personagem          | Notas                                    |
| ---- | ----------------------- | ------------------- | ---------------------------------------- |
| 1980 | Água Viva               | Celina              | [ 7 ]                                    |
| 1997 | O Amor Está no Ar       | Ximbica             |                                          |
| 1999 | Ô... Coitado!           | Raimunda            | Episódio: "Filórela: A Gata Borralheira" |
| 2001 | Amor e Ódio             | Arminda             |                                          |
| 2003 | Jamais te Esquecerei    | Serafina            |                                          |
| 2008 | Toma Lá, Dá Cá          | Marta               | Episódio: "O Vestido que a Lady Deu"     |
| 2009 | João Miguel             | Filomena (Filó)     |                                          |
| 2010 | Na Forma da Lei         | Matilde Lopez       | Episódio: "Debaixo da Pele"              |
| 2011 | Morde & Assopra         | Cleonice de Santana |                                          |
| 2012 | Amor Eterno Amor        | Carmem Ferreira     |                                          |
| 2013 | Amor à Vida             | Maristela Freitas   |                                          |
| 2015 | Vizinhos                | Dona Dalva          | Episódio: "Grandes Expectativas"         |
| 2017 | O Outro Lado do Paraíso | Rosalinda Paixão    |                                          |

## Teatro[9]
- 1975 - Era Uma Vez… e Ainda É
- 1976 - Guerras do Alecrim e da Manjerona
- 1982 - Caxuxa
- 1983 - A Noite das Mal Dormidas
- 1984 - Oh, Calcutta!
- 1992 -  A Vida É Sonho
- 1994 - Fragmentos do Teatro Brasileiro'
- 1994 - Corte Fatal
- 1999 - Deus Lhe Page
- 2000 - Ópera do Malandro
- 2005 - O Estrangeiro
- 2007 - Toalete
- 2008 - A Alma Boa de Setsuan
- 2011 - A Vida que eu Pedi, Adeus
- 2015 -  Loucas por Eles
- 2021 - Benditas Mulheres

## Prêmios e indicações
Festival de Brasília (2003)
- Vencedora do troféu Candango como melhor atriz coadjuvante, por Garotas do ABC

Outros prêmios
- Troféu Mambembe (1980, vencedora por Caxuxa, Estórias e Sonhos)[10]
- Troféu APCA (1981, vencedora, por Caxuxa, Estórias e Sonhos)[11]
- Prêmio APETESP (vencedora)[12]
- Prêmio Molière (indicada)[12]
- Prêmio Shell (indicada)[12]
- Prêmio Extra de TV 2011 (indicada - Cleonice em Morde & Assopra)[13]